# 込山榛香
込山 榛香（こみやま はるか、1998年〈平成10年〉9月12日 - ）は、日本のアイドル、女優であり、女性アイドルグループAKB48の元メンバーである。
千葉県出身。株式会社ディープスキル所属。

## 来歴
2013年1月19日、AKB48第15期生オーディションの最終審査に合格。
2014年2月24日、『AKB48グループ大組閣祭り〜時代は変わる。だけど、僕らは前しか向かねえ！〜』（Zepp DiverCity）でAKB48チーム4への所属および昇格が発表された。
同年4月18日より、『NHK高校講座 日本史』（NHK Eテレ）の高橋英樹が館長を務める「高橋歴史女学館」に「歴史アイドル」を目指す生徒役としてレギュラー出演を開始した。
同年4月24日、『AKB48 チーム4 3rd Stage「アイドルの夜明け」』の初日公演でAKB48チーム4の正規メンバーとして初のステージを踏んだ。
2015年10月25日、派生ユニット「虫かご」のメンバーに選ばれる。
2016年5月から6月にかけて投票が実施された『AKB48 45thシングル 選抜総選挙』で21位となり、アンダーガールズに選出される。
同年10月10日に開催された『AKB48グループ ユニットシングル争奪じゃんけん大会in神戸ワールド記念ホール』で3位となり、ユニット選抜入りした。
同年11月16日発売のAKB48の46thシングル「ハイテンション」で初めて表題曲の選抜メンバーに選出された。
2017年5月から6月にかけて投票が実施された『AKB48 49thシングル 選抜総選挙』で52位となり、フューチャーガールズに選出される。
同年12月8日に開催された「AKB48 12周年記念公演」において発表された組閣人事で、新チームKのキャプテンに就任。
2018年5月から6月にかけて投票が実施された『AKB48 53rdシングル 世界選抜総選挙』で前年と同じ52位となり、フューチャーガールズに選出される。
2019年4月9日に千葉県警本部にて、110番通報の適正利用を呼びかける啓発ポスターのモデルを務めた実績に対して、県警から感謝状を贈呈された。
2020年8月19日に開催されたLINE LIVE主催の『「LARME」レギュラーモデルオーディション』にて3位に選出。同誌公式読者モデルであるLARME OFFICIAL GIRLに決定した。
2021年12月8日に開催された『AKB48劇場16周年特別記念公演』において組閣発表が行われ、チームAへ異動することが発表された。同月24日公開の『恋愛リアリティーショー』で長編映画初主演。
2023年1月27日、自身のTwitterにて、ディープスキルに所属することを発表。同年5月1日、AKB48メンバーによるソロファンクラブプロジェクトの第一弾メンバーとして、同日よりソロファンクラブを開設。
2024年1月にイメージビデオ『ターコイズブルーの誘惑』（リバプール）を発売。AKB48現役メンバーのイメージビデオ発売は、柏木由紀以来約13年ぶりとなる。同年8月30日、『「僕の太陽」公演』にてAKB48からの卒業を発表した。
2025年2月28日にAKB48劇場において卒業公演を行い、AKB48のメンバーとしての活動を終了した。同年3月7日に1st 写真集『アリスじゃないなら』が出版された。

## 人物

### AKB48
愛称は、こみはる。
Instagram用の写真撮影には多くのこだわりがあり、「インスタ女王」との異名を持っており、2018年6月26日放送の『AKBINGO!』（日本テレビ系）では、込山のインスタ映えする写真撮影テクニックが紹介された。メンバーと写真を撮る時は一歩後ろに下がって遠近法で小顔に見せる「込山バックステップ」という技がある。
込山チームKのキャプテンとして初めての公演である込山チームK「RESET」公演の初日を2018年7月6日に迎え、ゲネプロ後のメディア取材に対して不安で重圧を感じていたことを語って涙する場面もあった。

## AKB48での参加楽曲

### シングル選抜楽曲
- 「ハート・エレキ」に収録
  - 君の瞳はプラネタリウム - 「AKB48研究生」名義
- 「前しか向かねえ」に収録
  - 恋とか…
- 「ラブラドール・レトリバー」に収録
  - ハートの脱出ゲーム - 「Team 4」名義
- 「希望的リフレイン」に収録
  - 目を開けたままのファーストキス - 「Team 4」名義
- 「唇にBe My Baby」に収録
  - 君を君を君を… - 「次世代選抜」名義
  - 背中言葉
  - なんか、ちょっと、急に… - 「Team 4」名義
  - さっきまではアイスティー - 「虫かご」名義
- 「君はメロディー」に収録
  - LALALAメッセージ - 「AKB48次世代選抜」名義
- 「翼はいらない」に収録
  - 考える人 - 「Team 4」名義
- 「LOVE TRIP/しあわせを分けなさい」に収録
  - 伝説の魚 - 「アンダーガールズ」名義
- ハイテンション
- シュートサイン
  - アクシデント中 - 「AKB48 U-19選抜」名義
- 願いごとの持ち腐れ
  - 前触れ
- 「#好きなんだ」に収録
  - 自分たちの恋に限って - 「フューチャーガールズ」名義
- 「11月のアンクレット」に収録
  - 微笑みの瞬間 - 「7秒後、君が好きになる。」名義
- ジャーバージャ
- Teacher Teacher
  - 終電の夜 - 「Team K」名義
- 「センチメンタルトレイン」に収録
  - ある日 ふいに… - フューチャーガールズ名義
- 「NO WAY MAN」に収録
  - 池の水を抜きたい - 「池の水選抜」名義
- 「ジワるDAYS」に収録
  - Generation Change - 「AKB48カップリング選抜」名義
- 「サステナブル」に収録
  - 青春 ダ・カーポ  - 「AKB48カップリング選抜」名義
  - 流れ星に何を願えばいいのだろう  - 「総監督とキャプテンズ」名義
- 「失恋、ありがとう」に収録
  - また会える日まで
- 「根も葉もRumor」に収録
  - 離れていても
  - ブラックジャガー  - 「First Generation」名義
- 「元カレです」に収録
  - 臆病なナマケモノ - 「Team A」名義
- 「久しぶりのリップグロス」に収録
  - 運命の歌 - 「1st Generation」名義
- 「どうしても君が好きだ」に収録
  - Da Re Da - 「Universe Girls」名義
- 「アイドルなんかじゃなかったら」に収録
  - 君は僕を覚えてるかな? - 「2nd Campus」名義
- 「カラコンウインク」に収録
  - ライオンを狙え! - 「Universe Girls」名義
- 「恋 詰んじゃった」に収録
  - 思いやり - 「3rd Campus」名義

### アルバム選抜楽曲
『次の足跡』に収録
- 散ればいいのに…

『ここがロドスだ、ここで跳べ!』に収録
- 涙は後回し - 「峯岸Team 4」名義
- 僕たちのイデオロギー

『0と1の間』に収録
- 泣き言タイム - 「Team 4」名義

『サムネイル』に収録
- あの日の自分
- ひび割れた鏡

『僕たちは、あの日の夜明けを知っている』に収録
- 恋愛無間地獄

### その他の参加楽曲
- シングルCD「逆さ坂」（「じゃんけん民」名義）

配信限定楽曲
- 近いのに離れてる
- 恋人いない選手権

### 劇場公演ユニット曲
研究生「パジャマドライブ」公演
- パジャマドライブ

チーム4 2nd Stage「手をつなぎながら」
- この胸のバーコード（岩立沙穂のアンダー）
- ウィンブルドンへ連れて行って（北澤早紀のアンダー）
- 雨のピアニスト（岡田彩花のアンダー）
- チョコの行方（橋本耀のアンダー）

チームKウェイティング公演II「最終ベルが鳴る」公演
- 初恋泥棒（北原里英のアンダー）

峯岸チーム4「アイドルの夜明け」公演
- 残念少女（向井地美音休演時には向井地ポジションで出演）
- 片思いの対角線（渋谷凪咲のアンダー）
- 天国野郎（西野未姫のアンダー）

岩本輝雄「青春はまだ終わらない」公演
- 青空カフェ
- ツンデレ！（大島涼花のアンダー）

高橋朱里チーム4「夢を死なせるわけにいかない」公演
- となりのバナナ（岩立沙穂休演時には岩立ポジションで出演）
- Bye Bye Bye（朝長美桜のアンダー）
- Confession（北川綾巴のアンダー）

木﨑チームB「ただいま 恋愛中」公演
- 7時12分の初恋（矢吹奈子のアンダー）
- Faint（梅田綾乃のアンダー）

リバイバル公演「僕の太陽」
- 向日葵（中田ちさとのアンダー）

外山大輔「ミネルヴァよ、風を起こせ」公演
- コップの中の木漏れ日
- 口移しのチョコレート（2nd UNIT）

 「サムネイル」公演
- バケット

牧野アンナ「ヤバイよ!ついて来れんのか!?」公演
- ナットウエンジェル

込山チームK「RESET」公演
- 逆転王子様
- 制服レジスタンス（8人公演体制時）

「僕の夏が始まる」公演
- Oh! Baby!

リバイバル公演「僕の太陽」（2021年開始）
- アイドルなんて呼ばないで（稲垣香織のアンダー）
- 向日葵

向井地チームA「重力シンパシー」公演
- 水曜日のアリス
- 君のC/W

## 出演

### テレビドラマ
- キャバすか学園（2016年10月30日 - 2017年1月15日、日本テレビ） - イソギンチャク / イキザマ 役[31][32]
- AKB48の歌 第1話・第2話「恋するフォーチュンクッキー」（2022年5月21日・28日、ひかりTVチャンネル）- ハルカ 役[33]
- GIC Girls In Con-cafe（2024年3月7日 - 、チバテレ[注 2]）[34]

### その他のテレビ番組
- NHK高校講座 日本史（2014年4月18日 - 2015年3月6日、NHK Eテレ） - レギュラー[注 3]
- AKB48裏ストーリー 込山榛香17歳、新たな希望 高橋みなみが託したAKBの未来とは？（2016年3月30日、TBSチャンネル1）[38]
  - 完全版（2016年4月16日、TBSチャンネル1・スカパー!）[39]
  - 90分超完全版（2016年9月17日、TBSチャンネル1）[40]

### 映画
- 未成仏百物語〜AKB48 異界への灯火寺〜『見逃し』（2021年9月10日公開、キグー） - 富樫麻美 役[41][42][43]
- 恋愛リアリティーショー（2021年12月16日、AkibaScreaming2021にて上映 / 12月24日、劇場公開） - 主演・中神由紀 役[16][44][45]
- 鈍色ショコラヴィレ ビエンナーレ（2024年2月16日、モクカ / 大仏兄弟） - 『森の青空』乱 役[46][47]

### 舞台
- 朗読劇「UBUGOE〜Voice of comedy〜 -vol.7-」（2015年11月17日、大田文化の森ホール）[48]
- マジすか学園 〜Lost In The SuperMarket〜（2016年7月25日 - 8月5日、赤坂ACTシアター） - ペリカン 役[49]
- リーディングシアター「恋工場」（2016年9月19日、ベルサール渋谷ガーデン Cホール）[50]
- 博多座開場20周年記念公演「仁義なき戦い〜彼女（おんな）たちの死闘編〜」（2019年11月9日 - 24日、博多座） - 野方守（大前均） 役[51][52]
- 舞台版「マーダー☆ミステリー ～探偵・斑目瑞男の事件簿～」（2021年12月4日、浅草花劇場） - 猿渡薫〈小説家〉 役[53][54]
- J-CULTURE FEST presents 装束meets ミュージカル『不思議の国のひなまつり』（2022年3月3日 - 6日、東京国際フォーラム） - 紫式部 役[55][56]
- ILLUMINUS「純血の女王2022」（2022年5月28日 - 6月5日、六行会ホール） - 主演・シエナ 役（澄華あまねとW主演）[57][58]
- オムイズム Vol,7「探求」（2022年6月22日 - 26日、赤坂RED/THEATER） - 坂本美和 役[59]
- [Otona Project-Produce] 朗読劇「カラフル」（2022年10月27日 - 30日、東京ドームシティ シアターGロッソ） - 桑原ひろか 役[60]
- TOKYO COL-CUL COMEDY 〜GREEN〜（2023年2月23日 - 25日、東京カルチャーカルチャー）[61]
- NO TRAVEL, NO LIFE 2023（2023年5月11日 - 14日、六行会ホール）[62]
- 星よ女王に堕つ（2023年9月30日 - 10月8日、六行会ホール） - 主演・アトレイユ 役[63][64]
- 舞台「私たちが鎌倉に来たのは、ただしらす丼を食べるため」（2024年1月24日 - 28日、ザ・ポケット） - お姫 役[65]
  - 舞台「僕らが鎌倉に来たのは、ただしらす丼を食べるため」（2024年1月28日、ザ・ポケット） - まぽりん 役（音声出演）[66]
- 舞台「出来損ないと呼ばれた元英雄は、実家から追放されたので好き勝手に生きることにした」（2024年3月20日 - 24日、CBGKシブゲキ!!） - リーズ・アドアステラ 役[67]
- 2024年夏休みファミリー劇場 劇団東少創立75周年記念公演 ミュージカル『白雪姫』（2024年7月20日 - 23日、三越劇場） - 白雪姫 役[68]
- 舞台「月よ女王に嗤え」（2024年11月28日 - 12月1日、六行会ホール） - 主演・アトレイユ 役（星守紗凪とW主演）[69]
- 舞台「アサルトリリィ・シュツルム」〜サングリーズル編〜（2025年4月25日 - 30日、かめありリリオホール） - 谷口聖 役[70]
- 探偵はロングスリーパー -眠りの社交界と逆夢のアンダーグラウンド-（2025年7月10日 - 13日、シアターサンモール）[71]
- 舞台「ヘブンバーンズレッド」（2025年10月31日 - 11月9日〈予定〉、東京ドームシティ シアターGロッソ） - 逢川めぐみ 役[72]

### ラジオ
- リッスン? 2-3（2016年4月度、文化放送） - 月間パーソナリティー

### 広報
- 伊藤忠商事・アナイスカンパニー 「UNEEDNOW NEW COLLECTION」（2017年5月16日 - ） - モデル[73]
- 千葉県警 110番通報適正利用啓発ポスター（2019年1月 - ）[74]
- ミスお嬢様 / ミスいちご2023オーディション（2023年1月12日 - 2月20日、ミスいちご実行委員会） - 広報モデル[75]
- TikTok「#ちょっとよくするムービーコンテスト」（2023年10月14日 - 11月8日、Bytedance） - アンバサダー[76]

### ネット配信
- マジすか学園5 第3話（2015年8月25日、Hulu） - アゴヒメ 役
- CROW'S BLOOD 第2話（2016年7月30日、Hulu） - クラスメイト 役

### 吹き替え
- ヒューマンズ シーズン1 第4話 （2017年10月25日、Hulu） - キャロライン 役[77]

### イベント
- 豆腐プロレス The REAL 2017 WIP CLIMAX in 後楽園ホール（2017年8月29日、後楽園ホール） - シャーク込山 役[78]
- KANSAI COLLECTION 2017 AUTUMN＆WINTER（2017年8月30日、京セラドーム大阪）[79]
- 豆腐プロレス The REAL 2018 WIP QUEENDOM in 愛知県体育館（2018年2月23日、愛知県体育館） - シャーク込山 役[80]
- 「秋の全国交通安全運動」一日警察署長イベント（2019年9月15日、渋谷駅前広場） - 渋谷警察署一日警察署長[81]

## 書籍

### 写真集
- アリスじゃないなら（2025年3月7日、KADOKAWA）[26][27]ISBN 9784048978729

### 著書
- 実践! スマホ修行（2016年8月30日、学事出版、共著：藤川大祐・岩立沙穂・岡田彩花・村山彩希・飯野雅・大川莉央）ISBN 978-4761922757

### 雑誌連載
- LOVE berry（2016年1月 - 2017年5月、徳間書店） - モデル[82]